# Eris (geslacht)
Eris is een geslacht van spinnen uit de familie springspinnen (Salticidae).

## Soorten
De volgende soorten zijn bij het geslacht ingedeeld:
- Eris bulbosa (Karsch, 1880)
- Eris flava (Peckham & Peckham, 1888)
- Eris floridana (Banks, 1904)
- Eris illustris C. L. Koch, 1846
- Eris militaris (Hentz, 1845)
- Eris perpasta (Chickering, 1946)
- Eris perpolita (Chickering, 1946)
- Eris riedeli (Schmidt, 1971)
- Eris rufa (C. L. Koch, 1846)
- Eris tricolor (C. L. Koch, 1846)
- Eris trimaculata (Banks, 1898)
- Eris valida (Chickering, 1946)